# Jarre Live
Jarre Live – album Jeana-Michela Jarre’a z 1989 roku. Jest to nagranie z koncertu Destination Docklands w Londynie z 8 i 9 października 1988.

## Lista utworów
1. „Introduction (Revolutions)” - 01:03
2. „Ouverture (Industral Revolution)” - 03:00
3. „Industrial Revolution part 1-2-3” - 05:45
4. „Magnetic Fields part II” - 04:09
5. „Oxygene part IV” - 03:46
6. „Computer Weekend” - 05:18
7. „Revolutions” - 03:52
8. „London Kid” - 04:57
9. „Rendez-Vous part IV” - 04:16
10. „Rendez-Vous part II” - 08:54
11. „September” - 04:45
12. „The Emigrant” - 03:53